# Ескадрені міноносці типу «Квінтіно Селла»
Ескадрені міноносці типу «Квінтіно Селла» (італ. Classe Quintino Sella) — серія ескадрених міноносців ВМС Італії 1920-х років

## Історія створення
Ескадрені міноносці типу «Квінтіно Селла» були розвитком типу «Куртатоне». Розроблені фірмою «Паттісон».
Порівняно з попереднім типом водотоннажність зросла на 100 т. Це дало змогу використати 120-мм гармати та 533-мм торпедні апарати, а також у півтора рази збільшити потужність енергетичної установки.
У 1940 році 2 кораблі («Беттіно Рікасолі» та «Джованні Нікотера») були продані Швеції, де отримали назви «Пуке» (HSwMS Puke (19)) та «Псіландер» (HSwMS Psilander (18)) відповідно.

## Представники
| Корабель                                                                 | Виготовлювач                 | Закладено           | Спущено              | У строю              | Доля                                                                                |
| ------------------------------------------------------------------------ | ---------------------------- | ------------------- | -------------------- | -------------------- | ----------------------------------------------------------------------------------- |
| «Квінтіно Селла» «Quintino Sella»                                        | «Cantiere Pattison», Неаполь | 12 жовтня 1922 року | 25 квітня 1925 року  | 26 березня 1926 року | Потоплений торпедою 11 вересня 1943 року                                            |
| «Франческо Кріспі» «Francesco Crispi»                                    | «Cantiere Pattison», Неаполь | 21 лютого 1923 року | 12 вересня 1925 року | 29 квітня 1927 року  | Захоплений німцями у 1943 році Потоплений внаслідок авіанальоту 8 березня 1944 року |
| «Беттіно Рікасолі» «Bettino Ricasoli» «Пуке» HSwMS Puke (19)             | «Cantiere Pattison», Неаполь | 11 січня 1923 року  | 29 січня 1926 року   | 4 жовтня 1926 року   | Проданий Швеції у березні 1940 року Зданий на злам у 1949 році                      |
| «Джованні Нікотера» «Giovanni Nicotera» «Псіландер» HSwMS Psilander (18) | «Cantiere Pattison», Неаполь | 1925 рік            | 24 червня 1926 року  | 8 січня 1927 року    | Проданий Швеції у березні 1940 року Зданий на злам у 1949 році                      |

## Конструкція
Розрахункова водотоннажність становила 955 т, але фактична склала 1 100 т. 
Енергетична установка складалась з 3 котлів та 2 парових турбін потужністю 36 000 к.с. На випробуваннях кораблі досягли швидкості 38 вузлів, але в реальній експлуатації при повному навантаженні швидкість не перевищувала 33 вузли. 
Озброєння головного калібру складалось з трьох 120-мм гармат «120/45». У 1929 році носова одинарна установка була замінена на спарену.
Торпедне озброєння складалось з чотирьох 533-мм торпедних апаратів. Есмінці могли нести 32 міни 
Зенітне озброєння складалось з двох  40-мм гармат «пом-пом». На кораблях «Квінтіно Селла» та «Франческо Кріспі» після початку війни вони буди замінені на чотири 20-мм зенітні автомати. Також були встановлені 2 бомбомети для глибинних бомб